# Diechomma
Diechomma és un gènere d'aranyes araneomorfes de la subfamilia Erigoninae, dins de la família Linyphiidae.
Fou descrit per primera vegada per Alfred Frank Millidge l'any 1991.
El gènere MicroctemaMillidge, 1991 és considerat un sinònim de Diechomma.

## Distribució
Es pot trobar a Colòmbia.

## Llista d'espècies
Segons The World Spider Catalog 12.0:
- Diechomma exiguum (Millidge, 1991)
- Diechomma pretiosum Millidge, 1991 (Espècie tipus)